# Ефеска епархия
Ефеската епархия (на гръцки: Ιερά Μητρόπολη Εφέσου) е титулярна епархия на Вселенската патриаршия. Диоцезът съществува от 325 до 1922 година с център в град Ефес, а по-късно Магнисия, на турски Маниса. От 2006 година титлата Митрополит на Ефес, ипертим и екзарх на цяла Азия (Ο Εφέσου, υπέρτιμος και έξαρχος πάσης Ασίας) е вакантна.

## История
Ефес, край сегашния Селчук, е основан в XIII пр. Хр., като в XI в. пр. Хр. там се заселват йонийски гърци. Ефес става митрополия в 325 година, като има почетен примат над останалите азиатски митрополии. В 431 година в Ефес заседава Третият вселенски събор. След Четвъртия вселенски събор в 451 година Константинополската патриаршия официално поема под своя юрисдикция всички митрополии в региона, включително Ефеската. В VII век Ефеската митрополия има 37 епископии, които към IX век са 40, а в XII век - 33. В 1402 година градът е разрушен от Тамерлан и изоставен, като за негова сметка се издига разположеният на 10 km на югозапад Нови Ефес, днес Кушадасъ. След османското завоевание броят на епископиите постепенно намалява и към XVI век не остава нито една. По това време и центърът на митрополията се мести на 110 km на север в Магнисия. След 1900 година митрополитът резидира и в Корделио (Каршъяка), днес северен квартал на Измир. В 1774 година в Ефеската митрополия е създадена Илиуполската и Тиатирска епаскопия, а в 1806 година - Кринийската и Анейска, която в 1883 година се разделя на Кринийска и Анейска. В началото на XX век трите епископии са повишени в митрополии, като Ефес остава на територията на Илиуполската, а Нови Ефес – на Ефеската.
Ефеската митрополия граничи с Пергамската и Кизическатата на север, с Филаделфийската на изток, с Илиуполската, Кринийската (Митрополска част) и Анейската на юг и с Вриулската, Смирненската, Пергамската и Бяло море на запад. Град Нови Ефес не е свързан с останалата част от диоцеза и граничи с Илиуполската митрополия на север и изток, Анейската на юг и Бяло море на запад. Други градове в диоцеза са Нимфео (Кемалпаша), Касамбас (Тургутлу), Фокея (Фоча), Неа Фокея (Йенифоча), Тиатира (Акхисар), Хлиара (Къркагач) и Сома.
След обмена на население между Гърция и Турция в 1922 година, на територията на епархията не остава православно население.

## Митрополити
| Име          | Име          | Управление                            | Забележка                                        | Години      |
| ------------ | ------------ | ------------------------------------- | ------------------------------------------------ | ----------- |
| Мелетий      | Μελέτιος     | ~1634                                 |                                                  |             |
| Самуил       | Σαμουήλ      | февруари 1780 - юни 1801 †            | от пловдивски м.                                 | ? – 1801    |
| Макарий II   | Μακάριος     | юни 1801 - 1803 †                     | от деркоски м.                                   | ? – 1803    |
| Дионисий III | Διονύσιος    | септември 1803 - 10 април 1821 †      | от лариски м., екзекутиран от османците          | ? – 1821    |
| Макарий III  | Μακάριος     | април 1821 - декември 1830 †          | от никейски м.                                   | ? – 1830    |
| Хрисант      | Χρύσανθος    | декември 1830 - 1836 †                | от кесарийски м.                                 | ? – 1836    |
| Герасим      | Γεράσιμος    | септември 1836 - 1837 †               | от анкарски м.                                   | ? – 1837    |
| Антим II     | Άνθιμος      | 1 април 1837 - 4 декември 1845        | от бурсенски м., във вселенски п.                | 1782 – 1878 |
| Антим ΙII    | Άνθιμος      | декември 1845 - 14 юли 1853           | от маронийски м., подал оставка, 12 април 1879 † | 1804 – 1879 |
| Паисий ΙΙ    | Παίσιος      | 14 юли 1853 - 25 май 1872             | от софийски м., уволнен, 12 януари 1877 †        | ? – 1877    |
| Агатангел Ι  | Αγαθάγγελος  | 25 май 1872 – 26 април 1893 †         | от филипийски м.                                 | 1818 – 1893 |
| Константин   | Κωνσταντίνος | 30 април 1893 - 2 април 1897          | от митилински м., във вселенски п.               | 1833 – 1914 |
| Йоаким IΙ    | Ιωακείμ      | 10 май 1897 - 10 януари 1920 †        | от халкидонски м.                                | 1855 – 1920 |
| Хрисостом    | Χρυσόστομος  | 19 февруари 1922 - 5 февруари 1924    | от филаделфийски м., в родоски м.                | 1880 – 1968 |
| Калиник      | Καλλίνικος   | 8 май 1824 - 16 януари 1926 †         | от деркоски м.                                   | 1841 – 1926 |
| Агатангел    | Αγαθάγγελος  | 28 юни 1932 - 16 август 1935 †        | от халкидонски м.                                | 1864 – 1935 |
| Максим       | Μάξιμος      | 27 март 1948 - 1 януари 1972 †        | бивш вселенски п., управляващ                    | 1897 – 1972 |
| Хрисостом ΙΙ | Χρυσόστομος  | 10 декември 1991 - 13 октомври 2006 † | от мирски т.е.                                   | 1921 – 2006 |